# Voisalmensaari
Voisalmensaari är en ö i Finland. Den ligger i sjön Saimen och i kommunen Villmanstrand i den ekonomiska regionen  Villmanstrands ekonomiska region  och landskapet Södra Karelen, i den södra delen av landet, 200 km nordost om huvudstaden Helsingfors. Öns area är 3,5 kvadratkilometer och dess största längd är 3,9 kilometer i nord-sydlig riktning.